# 名和慶子
名和 慶子（なわ けいこ、1953年2月10日 - ）は、日本の元女優。本名、名和 啓子。
東京都出身。劇団櫂所属。

## 来歴・人物
ススキダ演技研究所卒業。舞台劇団阿香舎を経て劇団櫂の創立に参加し、数々の舞台に出演。
1984年には特撮テレビドラマ『宇宙刑事シャイダー』に出演し、悪の組織フーマのギャル軍団のリーダー・ギャル1を演じた。当時のインタビューでは「普段はギャルだけの母ではなく、シャイダー関係すべての母のつもりでいます」と語っている。
特技は、日本舞踊（花柳流師範名取）、空手（二段）、殺陣、ボーカル。

## 出演

### 舞台
- 劇団櫂 公演
  - あれは俺の唄 平手造酒害伝（1977年、ヤクルトホール）
  - あなた自身のためのレッスン（1978年、渋谷ジァン・ジァン）
  - 日本三文オペラ（1978年、紀伊國屋ホール）
  - 黄泉帰り（1979年、渋谷東邦生命ホール）
  - 魔と怨の伝説（1980年、渋谷東邦生命ホール）
  - 黒念仏殺人事件（1980年、渋谷東邦生命ホール／1982年、国立劇場小劇場） ※1982年文化庁芸術祭優秀賞受賞
  - カンガルー（1981年、渋谷ジァン・ジァン）
  - 白千鳥（1982年、渋谷ジァン・ジァン）
  - そよそよ族の叛乱（1983年、渋谷ジァン・ジァン）
  - 異説・豊後訛り節（1984年、紀伊國屋ホール）
  - 日曜日に殺して!（1985年、渋谷ジァン・ジァン）
  - 旅人達の南十字星（1986年、紀伊國屋ホール）
  - 拝啓ヒッチコック様（1986年、渋谷ジァン・ジァン）
  - 川越コットンクラブ（1987年、渋谷ジァン・ジァン）
  - 誘拐されて日が暮れて（1988年、渋谷ジァン・ジァン）
  - おーい田中君!（1989年、渋谷ジァン・ジァン）
  - 世紀末同窓会（1991年、渋谷ジァン・ジァン）
  - 俺が一郎だ!（1992年、渋谷ジァン・ジァン）
  - 親しげな異邦人（1993年、渋谷ジァン・ジァン）
  - 誘拐（1994年、渋谷ジァン・ジァン）
  - 赤いオルフェ（1995年、渋谷ジァン・ジァン）
  - となりはなにを…（1996年、シアターVアカサカ）
  - 楽屋（1997年、渋谷ジァン・ジァン）
  - 夜の来訪者（1998年、吉祥寺櫂スタジオ）
  - ある晴れた日に…（1999年、中野ザ･ポケット）
  - 櫂〜二十五年目の波の音〜（2001年、吉祥寺前進座劇場）
  - 煙が目にしみる（2002年、中野ザ･ポケット）
  - 見果てぬ夢（2004年、中野ザ･ポケット）
  - もやしの唄（2005年、中野ザ･ポケット）　
  - ロスタイム～金木犀の咲くころ～（2009年、中野ザ･ポケット）
  - あなぐら～二十五年目の殺人～（2013年、俳優座劇場）
  - そこにいた人たち～三文オペラの夜～（2016年、吉祥寺櫂スタジオ）

### テレビドラマ
- 円盤戦争バンキッド 第20話「ママがブキミ星人に?」（1977年、NTV）
- 宇宙刑事シャイダー（1984年 - 1985年、ANB） - ギャル1
- 花王愛の劇場 / 氷紋（1986年、TBS）
- ゴリラ・警視庁捜査第8班 第45話「ベスト・フレンド」（1990年、ANB）
- 男と女のミステリー（CX）
  - 冬の花 悠子（1990年）
  - 父と子の疑惑（1993年）
- 水曜グランドロマン / いつか、サレジオ教会で（1991年、NTV）
- 金曜ドラマシアター / 裏切りの日日（CX）

### 映画
- 宇宙刑事シャイダー（1984年、東映） - ギャル1
- 宇宙刑事シャイダー 追跡! しぎしぎ誘拐団（1984年、東映） - ギャル1
- ドン松五郎の生活（1986年、東宝）
- ペンタの空（1991年、東宝）

### テレビアニメ
- キャプテン・フューチャー（NHK）

### ラジオ番組
- わたしの歌謡アルバム（NHK-FM）

### CM
- 公共広告機構 迷惑の輪（1984年） - 劇団櫂のメンバーとして出演
- 花王 ヘルシア緑茶
- 全日空
- 日産自動車
- 日清食品